# Don't Go (Marlon Jackson)
Don't Go è un brano del cantautore, ballerino e coreografo statunitense Marlon Jackson, estratto nel 1987 come secondo singolo dell'album Baby Tonight.

## Tracce
1. Don't Go – 4:09 (Marlon Jackson)
2. Don't Go – 4:09 (Marlon Jackson) – (Instrumental)

## Classifiche
| Classifica (1987–88)         | Posizione massima |
| ---------------------------- | ----------------- |
| Stati Uniti rhythm and blues | 2                 |